# Clambus seminulum
Clambus seminulum là một loài bọ cánh cứng trong họ Clambidae. Loài này được Horn miêu tả khoa học đầu tiên năm 1880.